# Il cielo di stagno
Il cielo di stagno è un romanzo della scrittrice italoamericana Ben Pastor, l'ottavo nel ciclo dedicato al personaggio ricorrente di Martin Bora, ufficiale dell'esercito tedesco durante la Seconda guerra mondiale.
Ancora oppresso dal ricordo della terribile esperienza vissuta durante l'assedio di Stalingrado ed impegnato nei suoi compiti militari, il maggiore Bora dovrà qui occuparsi anche della morte sospetta di due generali nemici, caduti in mani tedesche.

## Titolo
Il cielo ricordato dal titolo del romanzo è in parte quello dell'Ucraina, dal colore a volte metallico, in parte è invece da identificare con un elemento che compare in alcuni incubi del protagonista: il soffitto basso di una stanza che confusamente si muta in qualcosa di molto simile ad un'ala di aereo.

## Incipit
Doveva ascoltare. Doveva andare fuori e ascoltare.
A volo d'uccello, Merefa distava dal fiume meno di venticinque chilometri. Seguendo le sterrate – non c'erano altre strade – e volendo evitare villaggi e cittadine, il percorso si dipanava ora a zigzag, ora in linea retta, ora tutto curve intorno a fossi e dirupi che segnavano il terreno a sud-est. Nei dirupi gli uccelli si annidavano nelle rovine arse delle fattorie devastate, giù in basso. Ne veniva un canto dal profondo, come se creature dell'Aldilà si unissero in coro sotto terra, o le Sirene ripetessero una melodia di richiami pericolosi. Oltre il ciglio nudo o erboso, a cinque o cinquanta metri più sotto, c'era la carcassa di una casa: assi rotte, finestre sfondate, un tetto di paglia marcia dove gli uccelli continuavano a cantare. Uccelli di Russia e di Ucraina: avrebbero dovuto rinunciare a cantare da lungo tempo, se si fossero interrotti ogni volta che un esercito si era infiltrato o era entrato a bandiere spiegate negli ultimi due, dieci o centinaia d'anni. E così anche il vento, e il gorgoglio dell'acqua nel fiume allacciato alle rive.»
(traduzione dall'inglese di Luigi Sanvito)

## Trama
Ucraina, tarda primavera del 1943. Scampato all'assedio di Stalingrado e dopo aver trascorso un mese di convalescenza in un ospedale di Praga, Martin Bora è tornato come volontario sul fronte russo; è di stanza nei pressi di Merefa e si occupa ancora di interrogatori e di sicurezza. Gran parte del suo tempo è però impegnato anche nell'organizzazione di un nuovo reggimento di cavalleria – il Gotland – del quale prenderà poi il comando. A lui si rivolge il prete ortodosso Nitichenko: vorrebbe che il maggiore indagasse su alcune strane morti e sparizioni avvenute nel bosco di Krasny Jar, morti e sparizioni che sembrano rinnovare un mistero risalente al passato, sin dagli anni venti. Prima di potersi occupare di ciò Bora viene però coinvolto in indagini criminali di diverso tipo, riguardanti la morte sospetta di due generali russi caduti in mani tedesche.
Il generale Platonov, fatto prigioniero in seguito ad un incidente aereo, avrebbe dovuto fare importanti rivelazioni di carattere strategico militare, ma è apparentemente deceduto a causa di un infarto; il generale Tibyetskji invece, che aveva disertato, consegnandosi all'Abwehr, è morto avvelenato dopo che la Gestapo lo aveva preso in custodia con la forza.
Incaricato delle indagini dai superiori, Martin Bora finisce per scoprire che entrambi i generali sono stati in realtà uccisi, e che tra le loro morti esiste una connessione; sarà però molto difficile riuscire ad identificare il mandante e il colpevole degli omicidi, in parte a causa degli impedimenti posti dalla situazione bellica del momento, in parte a causa del fatto che le ragioni degli eventi hanno radici profondamente sepolte nel passato, alle quali non è estraneo nemmeno il mistero di Krasny Jar. 
Bora riesce a dipanare il complicato groviglio, servendosi delle informazioni che riesce a trovare e delle indicazioni che gli sono state date dal defunto generale Tibyetskji: la soluzione finale però è soltanto parziale e lui non esclude la necessità di prendere critiche decisioni.

## Personaggi
- Martin Bora. Maggiore della Wehrmacht e collaboratore dell'Abwehr. Al pari di tutti gli altri, vive con difficoltà l'attuale situazione sul fronte russo; ha ormai perduto molte delle illusioni, delle speranze e tutto l'entusiasmo che aveva nutrito all'inizio della guerra: tuttavia è ancora sostenuto dal senso del dovere e dalle convinzioni etiche alle quali non può rinunciare.

- Bruno Lattmann. Collega di Bora nell'Abwehr, suo amico personale e parente acquisito, in quanto cugino della moglie del fratello Peter. Come molti altri militari presenti sul fronte russo, vive con angoscia la difficile situazione bellica; per smettere di mangiarsi le unghie inizia a fumare la pipa.

- Genrich Tibyetskji. Detto Khan in ricordo della vittoriosa campagna del Tibet da lui condotta. È un generale dell'Armata Rossa molto famoso e rispettato, tuttavia ha deciso di disertare, consegnando ai tedeschi anche il T-34, un nuovissimo modello di carro armato. 
 Benché la cosa non venga ufficialmente riconosciuta da nessuno dei due, il generale e Martin Bora hanno in realtà un lontano e complesso legame famigliare.

- Gleb Platonov. Tenente generale dell'Armata Rossa, pluridecorato. Fatto casualmente prigioniero in seguito ad un incidente aereo, viene interrogato a lungo da Bora, senza mai rivelare nulla di utile: finisce per cedere soltanto quando gli viene prospettata la possibilità di riunirsi alla moglie e alla figlia, che lui credeva già morte.

- Odilo Mantau. Capitano, omologo di Bora nella Gestapo. Ambizioso e irritabile, si trova in grave difficoltà quando il generale Tibyetskji, da lui sottratto al controllo dell'Abwehr, muore in circostanze sospette, che farebbero pensare alla possibilità tanto di un suicidio quanto di un omicidio. Costretto ad accettare l'aiuto di Bora, riesce comunque a collaborare il minimo indispensabile. La sua difficile situazione verrà in parte risolta da un grave incidente d'auto, in seguito al quale sarà rimpatriato.

- Alfred Lothar Stark. Commissario per i Territori Occupati, ex giornalista e membro delle SA. Il suo è un lavoro di carattere organizzativo e burocratico, ma è anche molto impegnativo, data la complessità e la difficoltà della situazione in cui ormai si trovano i tedeschi sul fronte russo.

- Hans Mayer. Capitano, ufficiale sanitario e medico chirurgo all'ospedale 169. Forse dipendente dall'uso di psicofarmaci, ha l'atteggiamento sconfortato di chi abbia rinunciato da tempo a battaglie inutili. È lui ad occuparsi dell'autopsia del generale Platonov, che in seguito viene sepolto in fretta nel giardino dell'ospedale.

- Larissa Vassilievna Malinovskaya. Soprano molto famoso tra la fine dell'Ottocento e gli inizi del Novecento. Ha cavalcato con abilità e sufficiente successo tutti i cambiamenti politici attraversati dal suo Paese, ora però vive semidimenticata e quasi in povertà. È stata per lungo tempo l'amante di Frederich Bora, il padre di Martin, prima che il famoso direttore d'orchestra tornasse in Germania e sposasse la cugina Nina. Per lei il ricordo dell'antica passione si mescola ancora con l'animosità suscitata dall'abbandono, ciò però non gli impedisce di rispondere alle numerose domande che Bora intende porle, in cambio di viveri ormai proibitivi da reperire.

## Cronologia
L'azione principale del romanzo si estende da lunedì 3 maggio a venerdì 4 giugno del 1943.
Nell'ambito del ciclo dedicato al personaggio ricorrente di Martin Bora, la storia narrata è precedente rispetto a quella di altri romanzi: cronologicamente, “Il cielo di stagno”, che riguarda la campagna sul fronte russo, si colloca dopo La strada per Itaca (ambientato nel 1941) e prima di Luna bugiarda (campagna italiana).
Più precisamente, se si vogliono considerare anche i racconti, il romanzo in questione narra una vicenda il cui inizio segue di circa tre mesi la cronaca di Stalingrado riportata ne Il giaciglio d'acciaio, e il cui epilogo precede di alcune settimane l'indagine di Onegin.

## Curiosità
Nel corso del romanzo il lettore ha modo di apprendere che fine abbia fatto il prezioso pianoforte da concerto di marca Petrov del quale Bora si era casualmente impossessato poco dopo il suo arrivo in Ucraina. Bora lo ha ceduto in cambio della liberazione del suo antico maestro di musica, l'ebreo Weiss, la cui moglie si era già messa in salvo emigrando in Palestina. Successivamente l'uomo è stato consegnato alla Croce Rossa, formalmente come interprete, in realtà come prigioniero sottratto alla deportazione.

## Edizioni

### Edizione italiana
- Ben Pastor, Il cielo di stagno, traduzione di Luigi Sanvito, pag. 480 , Sellerio ed., 2013 – ISBN 978-88-389-3019-5

### Edizione spagnola
- Ben Pastor, El cielo de plomo, traduzione di Pilar De Vicente, pag.576, Alianza Nigra, 2014 - ISBN 978-84-206-8346-1
- Ben Pastor, El cielo de plomo (versione e-book), traduzione di Pilar De Vicente, Alianza Editorial, 2014 - ISBN 978-84-206-8367-6

### Edizione statunitense
L'edizione statunitense è prevista entro il 2014